# Orheiu Bistriței
Orheiu Bistriței – wieś w Rumunii, w okręgu Bistrița-Năsăud, w gminie Cetate. W 2011 roku liczyła 693 mieszkańców.